# Сердитый (эсминец, 1950)
 «Сердитый» — советский эскадренный миноносец проекта 30-бис. После 7 октября 1975 года — судно-мишень «СМ-169».

## История строительства
Зачислен в списки ВМФ СССР 7 октября 1948 года. Заложен на заводе № 190 им. А. А. Жданова 22 декабря 1949 года (строительный № 605), спущен на воду 15 апреля 1950 года. Корабль принят флотом 20 декабря 1950 года, 28 января 1951 года на корабле был поднят советский военно-морской флаг, тогда же эсминец вступил в состав Советского Военно-Морского Флота.

## Служба
С 28 января 1951 года «Сердитый» входил в состав 4-го ВМФ, а с 24 декабря 1955 года в связи с расформированием 4-го ВМФ вошёл в состав Краснознамённого Балтийского Флота.
С 20 по 25 июля 1956 года «Сердитый» нанёс визит в порт Роттердам (Нидерланды). 1 декабря 1958 года «Сердитый» был выведен из боевого состава, законсервирован и поставлен на отстой, но 14 июля 1961 года его расконсервировали и вновь ввели в строй. С 28 июня по 1 июля 1965 года эсминец нанёс визит в Стокгольмский порт (Швеция).
24 апреля 1974 года «Сердитый» вновь поставили на долговременное хранение, а 14 марта 1975 года разоружили и расформировали. 19 сентября 1975 года корабль превратили в судно-мишень для обеспечения выполнения боевых упражнений и переименовали в «СМ-169». В июне 1976 года бывший эсминец был потоплен в Рижском заливе двумя противокорабельными ракетами с ракетных катеров из Лиепайской бригады. 16 июля 1976 года судно исключили из списков судов ВМФ СССР.